# Johann Wilhelm Kellner von Zinnendorf
Johann Wilhelm Kellner von Zinnendorf (Halle (Saale), 10 augustus 1731 – Berlijn, 8 juni 1782) was een Pruisisch arts, militair officier en vrijmetselaar. Hij is vooral bekend als oprichter van de Zinnendorf Ritus en de Große Landesloge der Freimaurer von Deutschland (GLL).

## Leven

### Jeugd en opleiding
Zinnendorf werd geboren als Johann Wilhelm Ellenberger, zoon van Friedrich August Ellenberger, lehn- en gerechtsherr in Erdeborn, en Sophia Wilhelmine Kellner von Zinnendorf. Op grond van een testamentaire bepaling van zijn grootvader aan moederszijde voerden hij en zijn broer de naam Kellner von Zinnendorf. Hij groeide op in een welgesteld burgerlijk milieu en had al vroeg belangstelling voor medische en mechanische wetenschappen. In zijn jeugd correspondeerde hij met Franse geleerden om wetenschappelijke artikelen te verkrijgen voor zelfstudie.
In 1751 schreef hij zich in als student medicijnen aan de Universiteit van Halle, waar hij in 1756 promoveerde tot doctor in de geneeskunde.

### Militaire loopbaan
Tijdens de Zevenjarige Oorlog (1756-1763) trad Zinnendorf in 1757 in dienst als veldmedicus bij de Pruisische strijdkrachten, gestationeerd in Breslau. In 1763 werd hij naar Berlijn overgeplaatst, waar hij Oberfeldstabs- en Invalidenmedicus werd en lid van het medisch corps.
In de Beierse Successieoorlog (1778–1779) bekleedde hij de rang van Generalfeldstabsmedikus, samen met de General-Chirurg Johann Leberecht Schmucker. Hij pleitte voor ingrijpende hervormingen in het militaire gezondheidswezen, waaronder betere opleiding van medisch personeel. In zijn Lazarettordnung van 9 mei 1778 benadrukte hij de morele verantwoordelijkheid van artsen en chirurgijnen jegens God, koning en medemensen. Zijn voorstellen werden door zijn superieur, geheimraad Christian Andreas Cothenius, afgewezen om het corps niet in diskrediet te brengen bij de koning. Na mislukte pogingen om rechtstreeks bij Frederik de Grote aan te dringen op hervormingen, nam Zinnendorf in 1779 ontslag.

### Vrijmetselarij
Zinnendorf werd op 13 maart 1757 ingewijd in de loge Philadelphia zu den drei goldenen Armen in Halle, maar verliet deze in mei wegens verhuizing. In 1758 werd hij lid van de Breslause loge Zu den drei Totengerippen en in 1763 van de Berlijnse moederloge Zu den drei Weltkugeln. Toen de Engelse Grootloge hem in 1763 geen constitutie verleende voor een nieuwe Berlijnse loge, brak hij met de Engelse vrijmetselarij en sloot zich in 1764 aan bij de Strikte Observantie, waar hij werd benoemd tot prefect voor Berlijn, Mark Brandenburg en Pommeren. In 1765 werd hij meester van de loge Zu den drei Weltkugeln en medeoprichter van de loge Zu den drei Degen in Halle.
Door inhoudelijke geschillen verliet hij eind 1766 de Strikte Observantie en wendde zich tot het Zweedse systeem. In 1769 heractiveerde hij in Berlijn de Johannisloge Zu den drei goldenen Schlüßeln naar Zweeds model, waarvan hij tot 1776 meester was.

### Oprichting van de Große Landesloge
In 1770 richtte Zinnendorf de Große Landesloge der Freimaurer von Deutschland (GLL) op en werd hij deputierter Landes-Großmeister; van 1774 tot 1775 en opnieuw vanaf 1780 tot zijn dood was hij Landes-Großmeister. In 1773 erkende de Engelse Grootloge de GLL, waarmee deze als regulier werd geclassificeerd.
Hij ontwikkelde de naar hem genoemde Zinnendorf Ritus, gebaseerd op het Zweedse systeem met elementen uit de Strikte Observantie, en paste deze aan de Pruisische context aan. Via Johann Gottfried von Reichell werd het systeem in de jaren 1770 naar Rusland gebracht, waar het onder invloed van Ivan P. Elagin ingang vond.
In 1776 stichtte hij het Große Ordenskapitel Indissolubilis, waarvan hij ordensmeester werd.

### Overlijden en nalatenschap
Zinnendorf overleed op 8 juni 1782 tijdens een logebijeenkomst, in de armen van zijn vriend en opvolger Castillon. Zijn naam leeft voort in de Zinnendorf Stiftung, een instelling van de GLL die zorg biedt aan zwaar zorgbehoevende jongeren.